# 楊斌 (崇禎武進士)
楊斌（17世紀—1647年），字用予，雲南雲南府昆明縣人，明朝、南明軍事人物。

## 生平
楊斌是崇禎四年（1631年）的武進士，獲授貴州思石守備，安撫士兵、肅清邊境，水西安邦彥叛亂，他獨自進入敵軍軍營以利害感化對方；陞四川漳臘遊擊，未任就已經改任雅黎副總兵，代替黔國公沐天波統兵入衛，在貴州安南衛撲滅苗族作亂，生擒首領張友等十二人正法，不久雲南武定吾必奎反叛，黔國公速遞檄文調回他平定事變，很快請求退休，加右軍都督府都督同知銜致仕。
永曆元年（1647年）四月孫可望入雲南，楊斌不肯依附，不屈而死，全家也自殺身亡。

## 引用
1. 1 2  乾隆《福州府志·卷六十·人物十二》：楊斌 字用予，崇禎辛未武進士，初授貴州思石守備，綏兵緝卒，邊境肅清；水西安酋作叛，斌單騎入賊壘諭以利害，賊為感化。陞四川漳臘遊擊未任，隨轉雅黎副將鎮撫，會題代黔國統兵入衛，至貴州安南撲滅苗賊，生禽賊首張友等十二名解總制正法；適滇武定吾必奎叛，黔國飛檄調回征平之，後隨乞致仕，奉旨起為右軍都督同知不出，丁亥四月流寇入滇，義不從賊，歸耕隴畝以壽終。
2. ↑  錢海岳《南明史·卷六十三·列傳第三十九》：王來儀，字仲威，昆明人。……孫可望入雲南，被執不屈死，一門自殺。同時殉難可紀者：……楊斌，字用予，昆明人。崇禎四年武進士。授思石守備。安邦彥亂，單騎諭利害，轉雅黎副總兵。代沐天波入衛，至安南，蹶苗賊。吾必奎反，調回平之，加都督同知致仕。不從死。